# محمد طلوعی
محمد طلوعی، (زاده ۲۱ اردیبهشت ۱۳۵۸، رشت) نویسنده، فیلم‌نامه‌نویس و شاعر اهل ایران و موسس و سردبیر مجله‌ی ناداستان بود و حالا سردبیر ضمیمه‌ی ادبی مجله‌ی طبل است . او فارغ‌التحصیل رشته سینما از دانشگاه سوره و ادبیات نمایشی از پردیس هنرهای زیبای دانشگاه تهران است و در مجلات همشهری داستان، ۲۴، ناداستان، آنگاه وسان، داستان‌ها و ناداستان‌هایی منتشر کرده‌است. طلوعی جوایزی از جمله «جایزه ادبی واو» برای رمان قربانی باد موافق، جایزه ادبی گلشیری برای مجموعه داستان کوتاه من ژانت نیستم  و جایزه‌ی ادبی بوشهر را برای مجموعه داستان‌های تربیت‌های پدر و هفت‌گنبد دریافت کرد.

## آثار
اولین مجموعه شعر او در ۲۴ سالگی با عنوان خاطرات بندباز منتشر شد. از دیگر آثار او می‌توان به رمان‌های قربانی باد موافق، آناتومی افسردگی، و رمان نوجوانان رئال مادرید و مجموعه داستان‌های من ژانت نیستم، تربیت‌های پدر و هفت گنبد اشاره کرد. او همچنین کتاب‌های اپوش و وایوو و آز را برای کودکان نوشته‌است.
کتاب‌های ناداستانی زیرسقف دنیا و ویرانه‌های من از دیگر نوشته‌های او است.  
یک نمایشنامه و دو فیلمنامه و ترجمه‌هایی از جمله، «منظری به جهان»، مجموعه داستان جان چیور، «موبی دیک»، تلخیص فارسی رمان هرمان ملویل، «تئاتربودگی» و مجموعه مقالاتی دربارهٔ چیستی تئاتر هم در کارنامه خود دارد.
نخستین رمان او، قربانی باد موافق در سال ۱۳۸۶ منتشر و برندهٔ پنجمین جایزه ادبی «واو» یا رمان متفاوت سال و همچنین نامزد هشتمین جایزه کتاب سال شهید حبیب غنی‌پور گردید. در اسفند ۱۳۹۱ نیز مجموعه داستان «من ژانت نیستم» برندهٔ دوازدهمین جایزه ادبی گلشیری شد. طلوعی از اعضای نسل نو نویسندگان فارسی است.
رمان آناتومی افسردگی در کمتر از سه ماه به چاپ دوم و سوم رسید و استقبال خوبی از آن شد
آخرین اثر او مجموعۀ داستان هفت‌گنبد است که جایزه‌‌ی بوشهر را در سال ۱۳۹۸ برنده شده‌است.
او سردبیر مهمان شماره‌ی ویژه‌ی ادبیات ایران مجله‌ی اینترناتسیوناله در ایتالیا بوده. 
آثاری از او در گاردین، ماساچوست ریوو، استرنجر گایدز،اسیمپتوت و اینترناتسیوناله چاپ شده.

### کتاب‌ها
خاطرات بندباز: مجموعه شعر (نشر سیم‌سا، ۱۳۸۲)
قربانی باد موافق: رمان (انتشارات افق، ۱۳۸۶)
من ژانت نیستم: مجموعه‌داستان (انتشارات افق، ۱۳۹۰)
تربیت‌های پدر: مجموعه‌داستان به هم پیوسته (انتشارات افق، ۱۳۹۳)
رئال مادرید: رمان نوجوان(انتشارات افق، ۱۳۹۳)
آناتومی افسردگی (رمان. انتشارات افق، ۱۳۹۵)
هفت گنبد: مجموعه داستان (انتشارات افق، ۱۳۹۷)
داستان‌های خانوادگی: مجموعه‌داستان (چاپ مجدد دو مجموعه‌ی تربیت‌های پدر و من ژانت نیستم در یک مجلد، انتشارات افق، ۱۳۹۸)
زیر سقف دنیا: ناداستان (نشر چشمه ۱۳۹۹)
ویرانه‌های من: ناداستان (نشر چشمه ۱۴۰۱)
اپوش اپوش: کتاب کودک (نشر چ ۱۳۹۹)
وایوو: کتاب کودک (نشر چ  ۱۳۹۹)
آز: کتاب کودک (نشر چ  ١٤٠٠)
تک داستان‌ها
- زندگان اصفهان (کتاب اصفهان. نشر افق، ١٣٩٤)
- «مقدمه‌ای بر سفر اسب» (داستان همشهری ۱۳۹۷)

### نمایش‌نامه
- تفنگ میرزارضا بر دیوار است و در پرده سوم شلیک می‌شود (برگزیدهٔ بخش مناطق بیست‌ونهمین جشنوارهٔ بین‌المللی تئاتر فجر؛ به کارگردانی محمد اشکان‌فر)
- [زیر سایهٔ اسپوتنیک]

### فیلم‌نامه
- بازگشت (کارگردان: شاهرخ دولکو)
- آرزوها در اعماق (کارگردان: آرمین ایثاریان)

### ترجمه‌ها
- ارفه: ترجمهٔ مشترک با آزاده شاهمیری از نمایشنامه تد هیوز (انتشارات سیم سا، ۱۳۸۳)
- تئاتربودگی: مجموعه مقالاتی دربارهٔ چیستی تئاتر؛ ترجمه مشترک با فرزانه دوستی (انتشارات افراز، ۱۳۸۹)
- موبی دیک: تلخیص فارسی رمان هرمان ملویل (انتشارات امیرکبیر، ۱۳۹۰)
- بقیه را به اهل هادس می‌گویم (گزیده‌هایی از سروده‌های کنستانتین کاوافی). ترجمه مشترک با فرزانه دوستی (انتشارات رخداد نو)
- منظری به جهان: مجموعه داستان جان چیور، ترجمه مشترک با فرزانه دوستی (نشر نیکا، ۱۳۹۳)

## جایزه‌ها
- ۱۳۹۸: برندۀ‌ جایزه اول دوره سوم جایزه ادبی بوشهر برای «هفت گنبد»
- ۱۳۹۵: برگزیدۀ نخستین دوره جایزه ادبی چهل
- ۱۳۹۲: برندۀ بهترین فیلم نامه فیلم کوتاه شانزدهمین جشنواره فیلم شانگهای در سال ۲۰۱۳ برای فیلم نامه «آرزوها در اعماق»
- ۱۳۹۱: برندۀ دوازدهمین جایزه ادبی گلشیری برای «من ژانت نیستم»
- ۱۳۸۶: برندۀ جایزه تکنیکی‌ترین کتاب سال فردا برای «قربانی باد موافق»
- ۱۳۸۶: برندۀ پنجمین جایزه ادبی «واو» یا رمان متفاوت برای «قربانی باد موافق»
- ۱۳۸۶: نامزد هشتمین جایزه کتاب سال «شهید حبیب غنی‌پور» سال ۱۳۸۶ برای «قربانی باد موافق»
- ۱۳۸۵: برگزیدۀ یازدهمین جشنواره بین‌المللی تئاتر دانشگاهی برای نگارش نمایشنامهٔ «تفنگ میرزا رضا بر دیوار است و در پردهٔ سوم شلیک می‌کند»